# Omiodes accepta
Omiodes accepta är en fjärilsart som beskrevs av Butler 1877. Omiodes accepta ingår i släktet Omiodes och familjen Crambidae. Inga underarter finns listade i Catalogue of Life.